# Ocellularia rassagala
Ocellularia rassagala är en lavart som beskrevs av Mason Ellsworth Hale 1981. 
Ocellularia rassagala ingår i släktet Ocellularia och familjen Thelotremataceae. Inga underarter finns listade i Catalogue of Life.